# Tanaostigmodes meltoni
Tanaostigmodes meltoni är en stekelart som beskrevs av Lasalle 1987. Tanaostigmodes meltoni ingår i släktet Tanaostigmodes och familjen Tanaostigmatidae. Inga underarter finns listade i Catalogue of Life.